# 赫頓十字站
赫頓十字站（英語：Hatton Cross tube station）是倫敦地鐵皮卡迪利線的其中一個車站，這車站位於倫敦第5及第6收費區之間，坐落於A30路和希斯洛機場的北珀里米特尔路之間。

## 圖庫

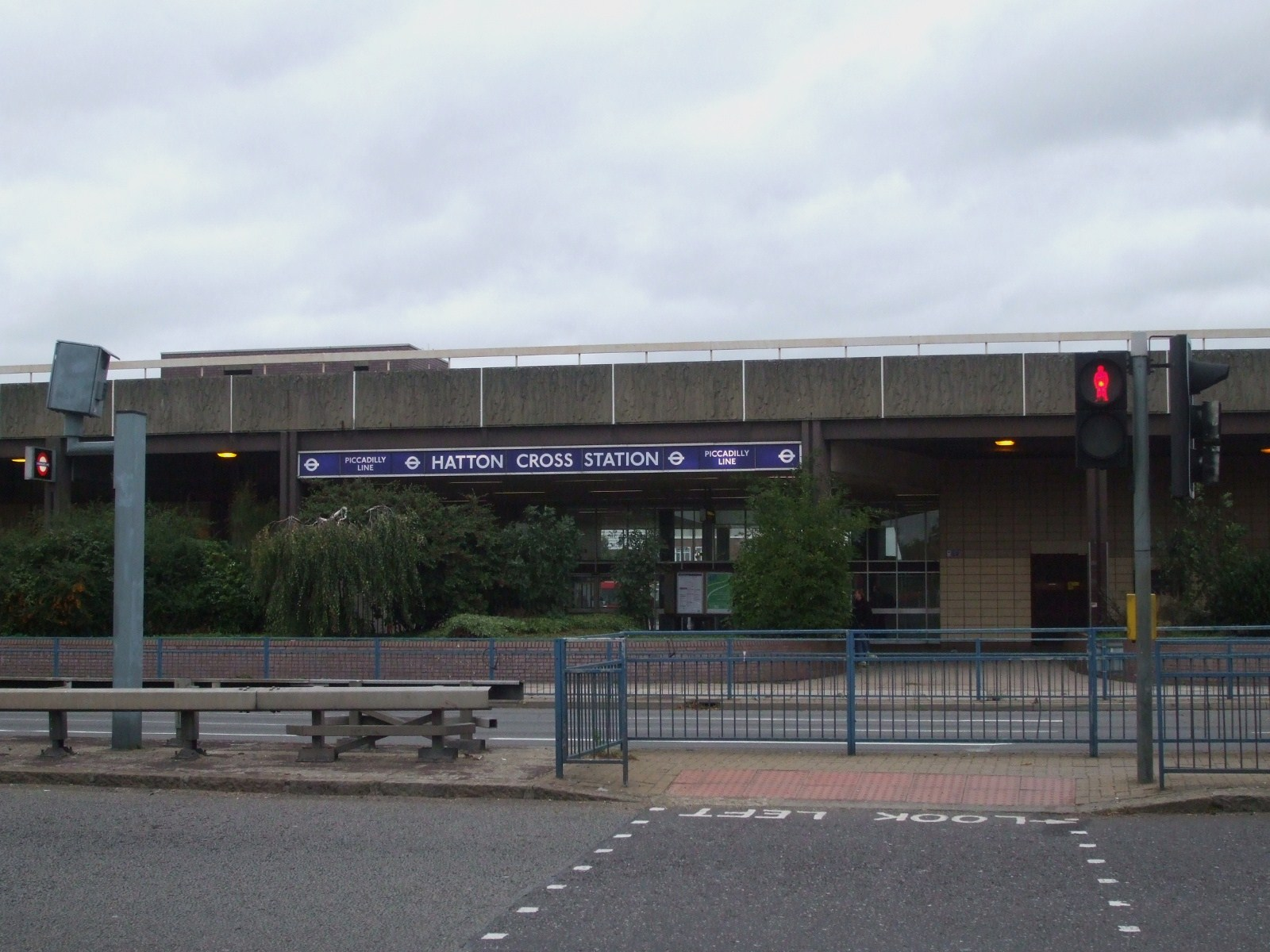
大西南街A30入口
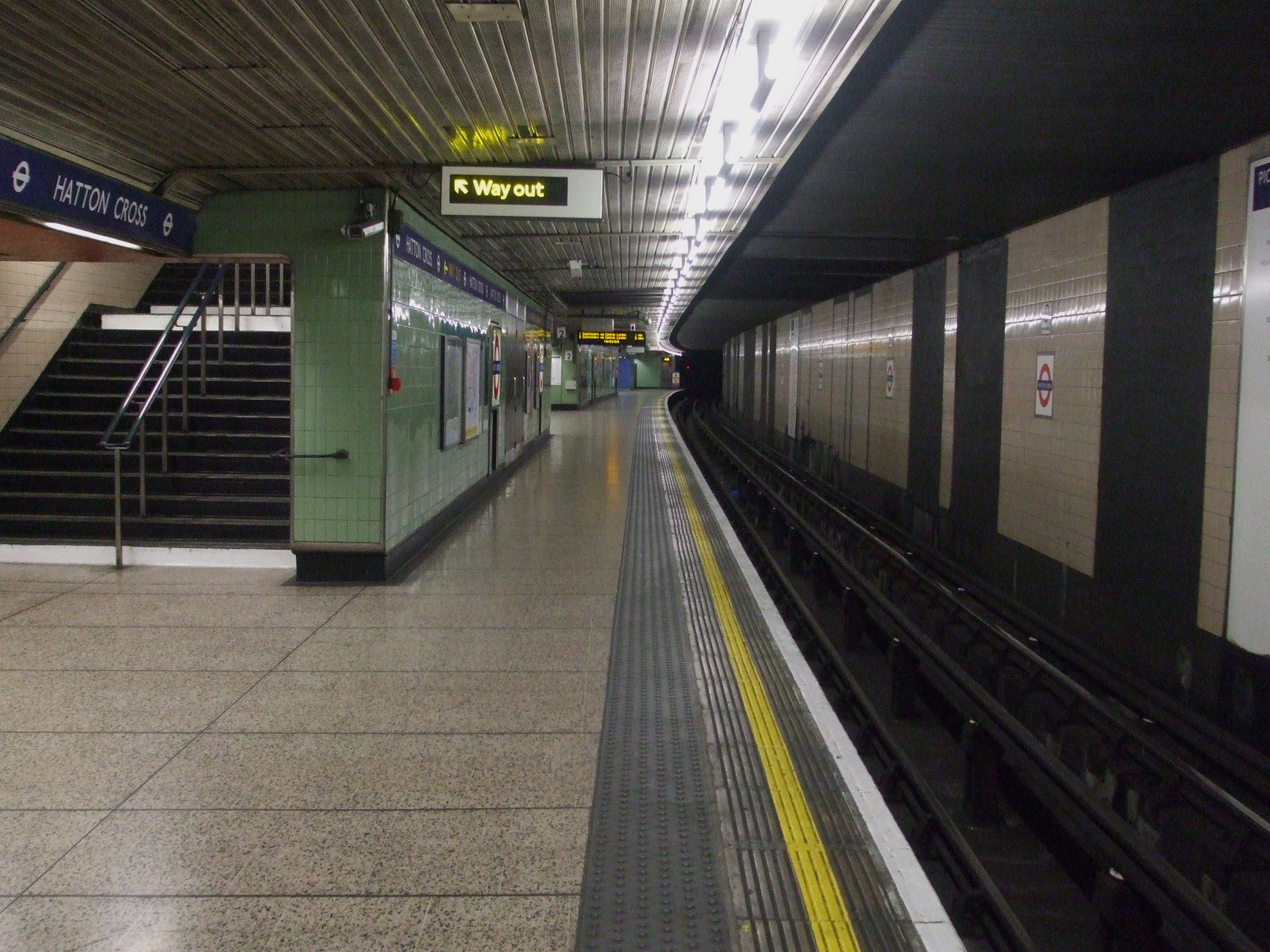
東橋站台（面西）
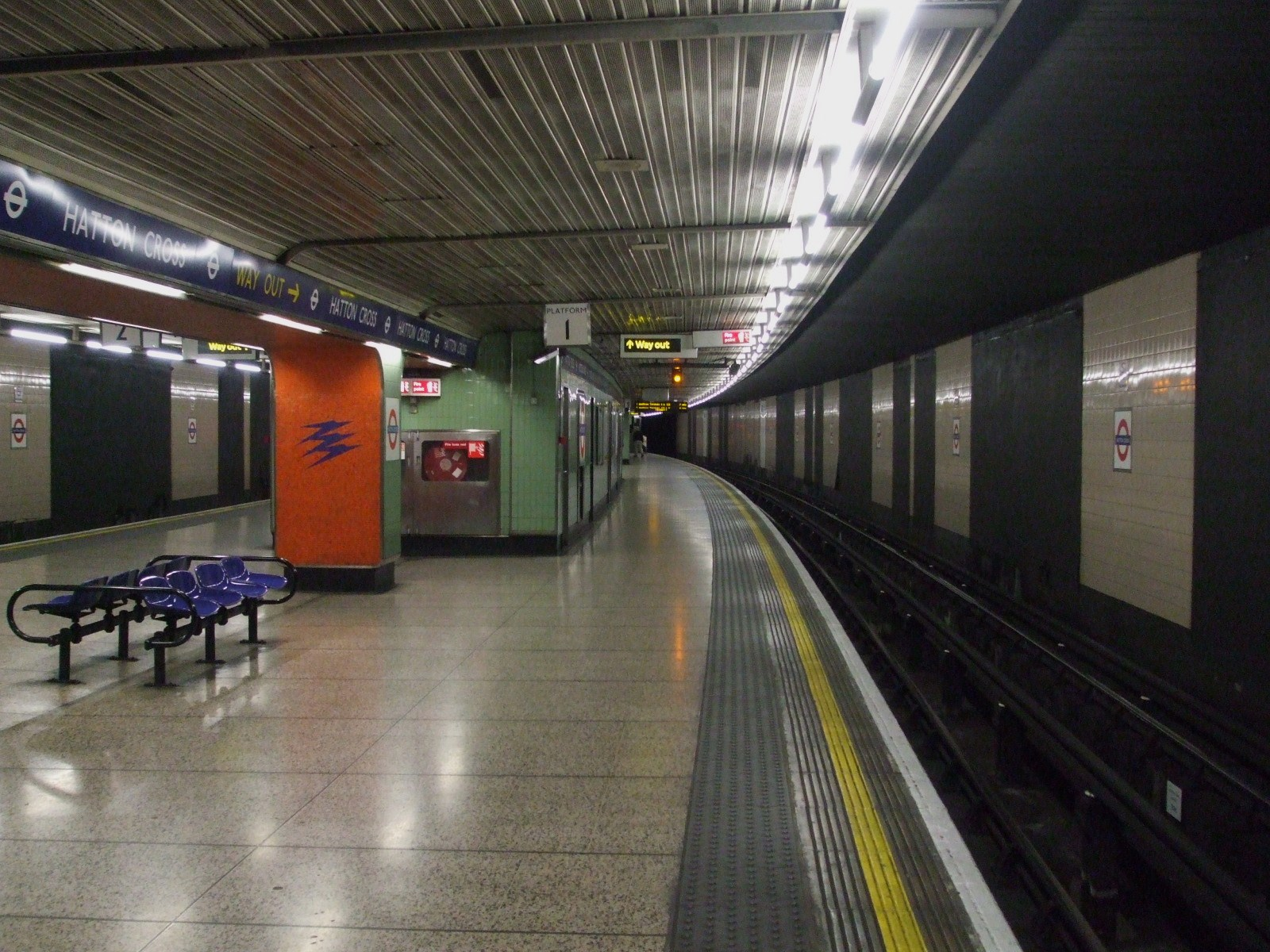
西橋站台（面東）
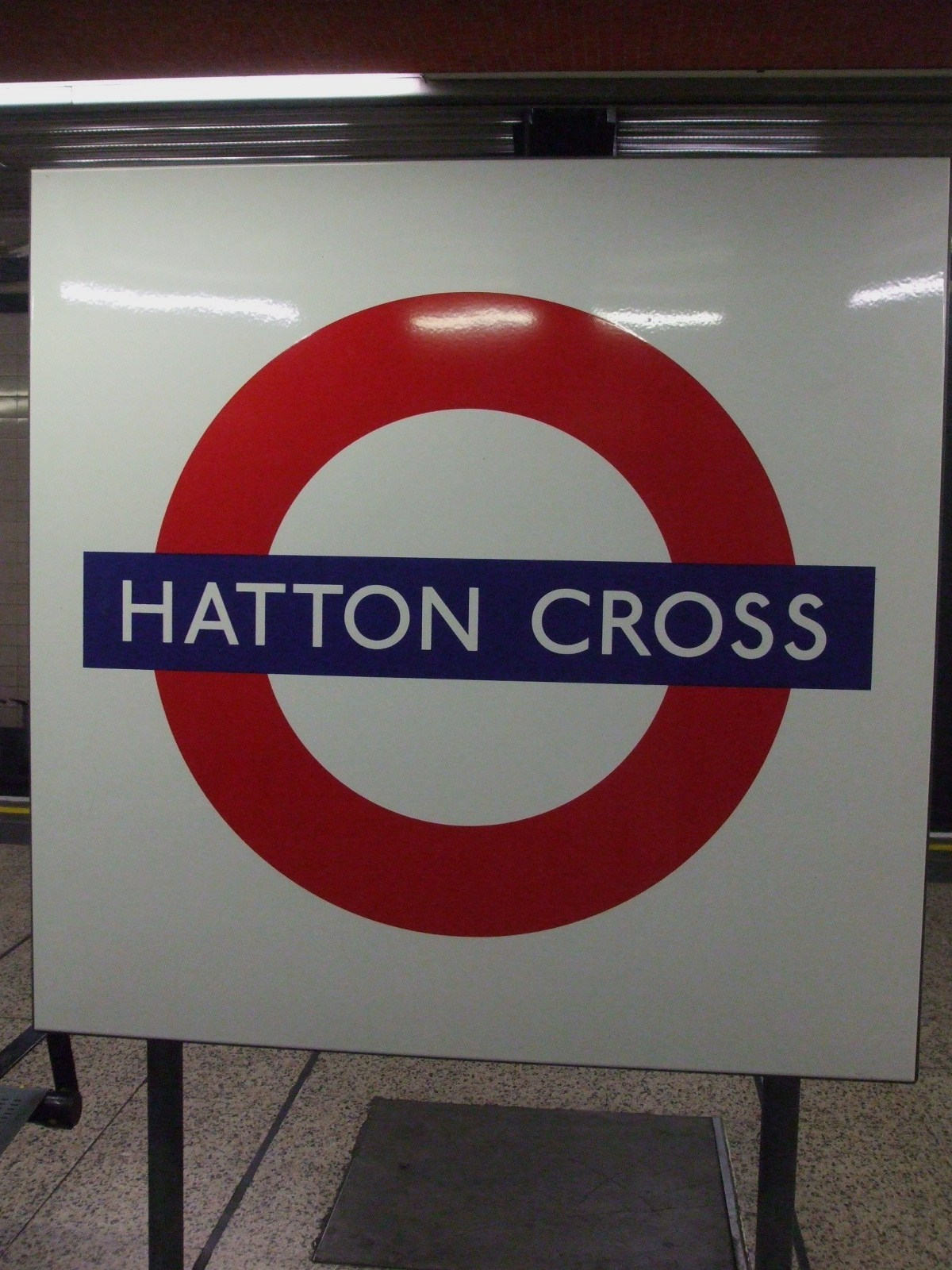
站台標識